# Pockenseuche der Schafe und Ziegen
Die Pockenseuche der Schafe und Ziegen (Syn. Schafpocken, Variola ovina; Ziegenpocken) ist eine den Pocken verwandte und ihr klinisch ähnelnde Viruserkrankung der Schafe und Ziegen. Die Krankheit kommt in Afrika, Asien und der Türkei, von dort ausgehend selten auch in Südosteuropa vor, wodurch die Gefahr der Einschleppung nach Mitteleuropa besteht. Die Pockenseuche gehört zu den anzeigepflichtigen Tierseuchen. In Deutschland ist die Erkrankung letztmals 1920 aufgetreten. Der Mensch ist für die Erkrankung nicht empfänglich.

## Erreger
Die Erreger dieser Erkrankungen gehören zur Gattung Capripoxvirus innerhalb der Unterfamilie Chordopoxvirinae der Pockenviren, und zwar mit Stand 30. April 2024 zu den folgende Spezies:
- Capripoxvirus sheeppox (früher Capripoxvirus ovis, ehem. Typusspezies) mit dem Schafpockenvirus (Sheeppox virus, SPV)[5][6]
– Schafpocken
- Capripoxvirus goatpox (früher Capripoxvirus caprae) mit dem Ziegenpockenvirus (Goatpox virus, GtPV)[7][8]
– Ziegenpocken
- Capripoxvirus lumpyskinpox (früher Capripoxvirus bovis nodularis) mit dem Dermatitis-nodularis-Virus, englisch Lumpy skin disease virus (LSDV)
– Lumpy-skin-Krankheit

Das Genom besteht aus einem einzelnen (d. h. unsegmentieren) linearen Doppelstrang-DNA-Molekül.
Die Erkrankung verläuft bei beiden Tiergruppen gleich. Die Übertragung erfolgt durch direkten Kontakt mit Infektionsträgern. Einige der letzten Ausbrüche in Europa waren im September 1996 in Bulgarien und im November 2000 in Griechenland.

## Klinik

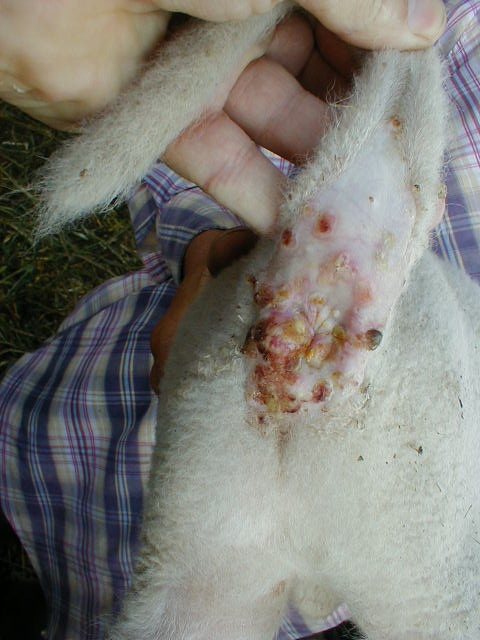
Pockenseuche der Schafe und Ziegen

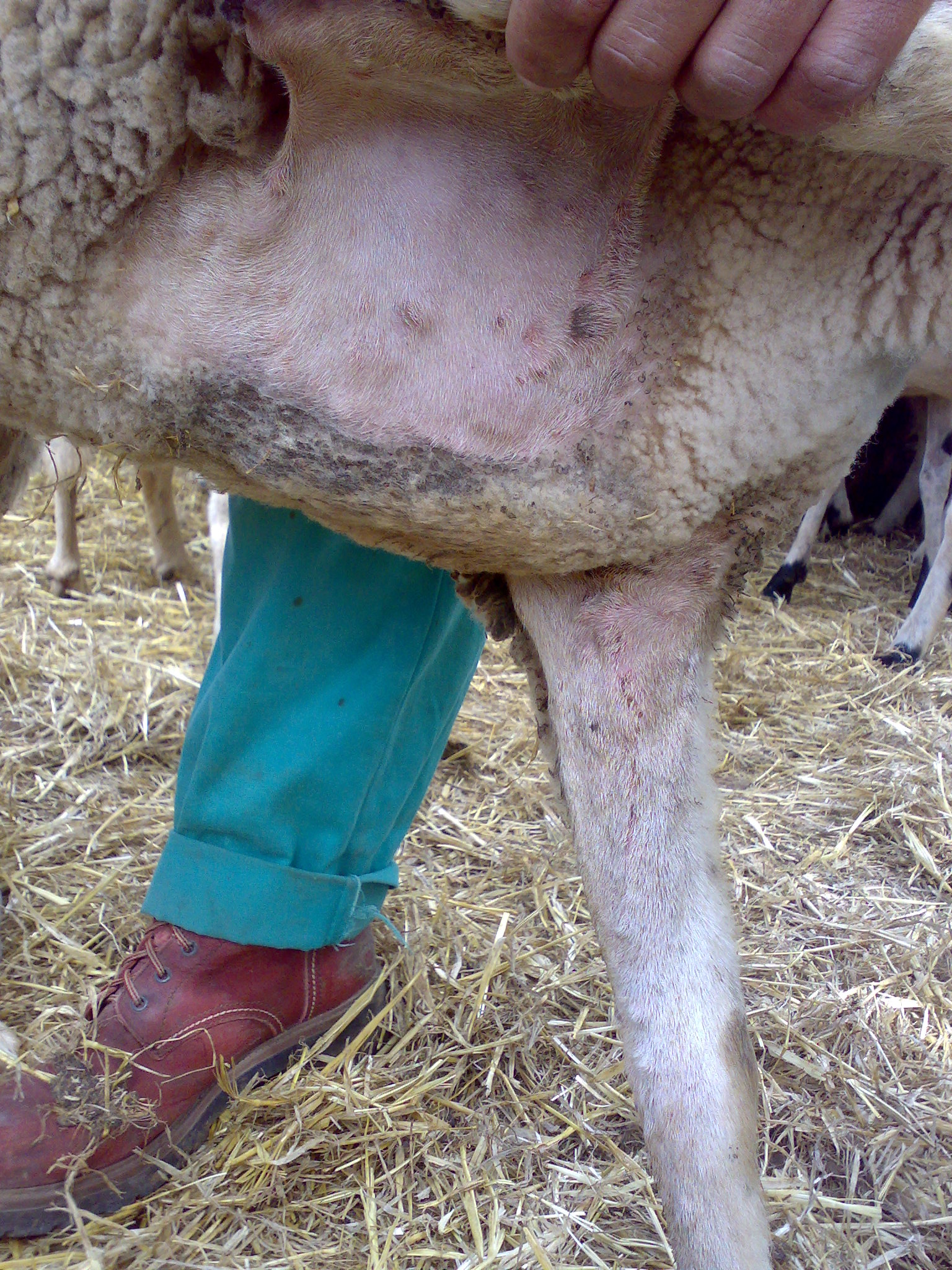
Hautknoten in der Achsel bei einem Schaf mit Pockenseuche

Die Pockenseuche ist die schwerste Pockenerkrankung bei Tieren. Die Sterblichkeitsrate kann bei Lämmern über 50 % liegen. Die Läsionen betreffen sowohl die Haut als auch die Schleimhäute des Atmungs- und Verdauungsapparates. Bei schwer erkrankten Tieren entwickelt sich eine Lungenentzündung.

## Diagnose
Klinisch lässt sich bereits eine Diagnose mit hoher Wahrscheinlichkeit stellen. Sie wird durch elektronenmikroskopischen Nachweis der Pockenviren in Material aus den Läsionen untermauert. Im Zytoplasma der Hautzellen lassen sich eosinophile Einschlusskörperchen nachweisen. Das Virus-Antigen kann mittels ELISA nachgewiesen werden. Auch der Antikörpernachweis mittels  indirektem Immunfluoreszenztest oder Virusneutralisationstest ist möglich, findet aber eher selten Anwendung.

## Bekämpfung
In Endemiegebieten werden Impfstoffe eingesetzt. Außerhalb der Endemiegebiete ist die Tierseuche in den meisten Ländern anzeigepflichtig und Ausbrüche werden durch Isolierung des Seuchenherds und Tötung erkrankter Tiere bekämpft.